# Rheinbergerhaus

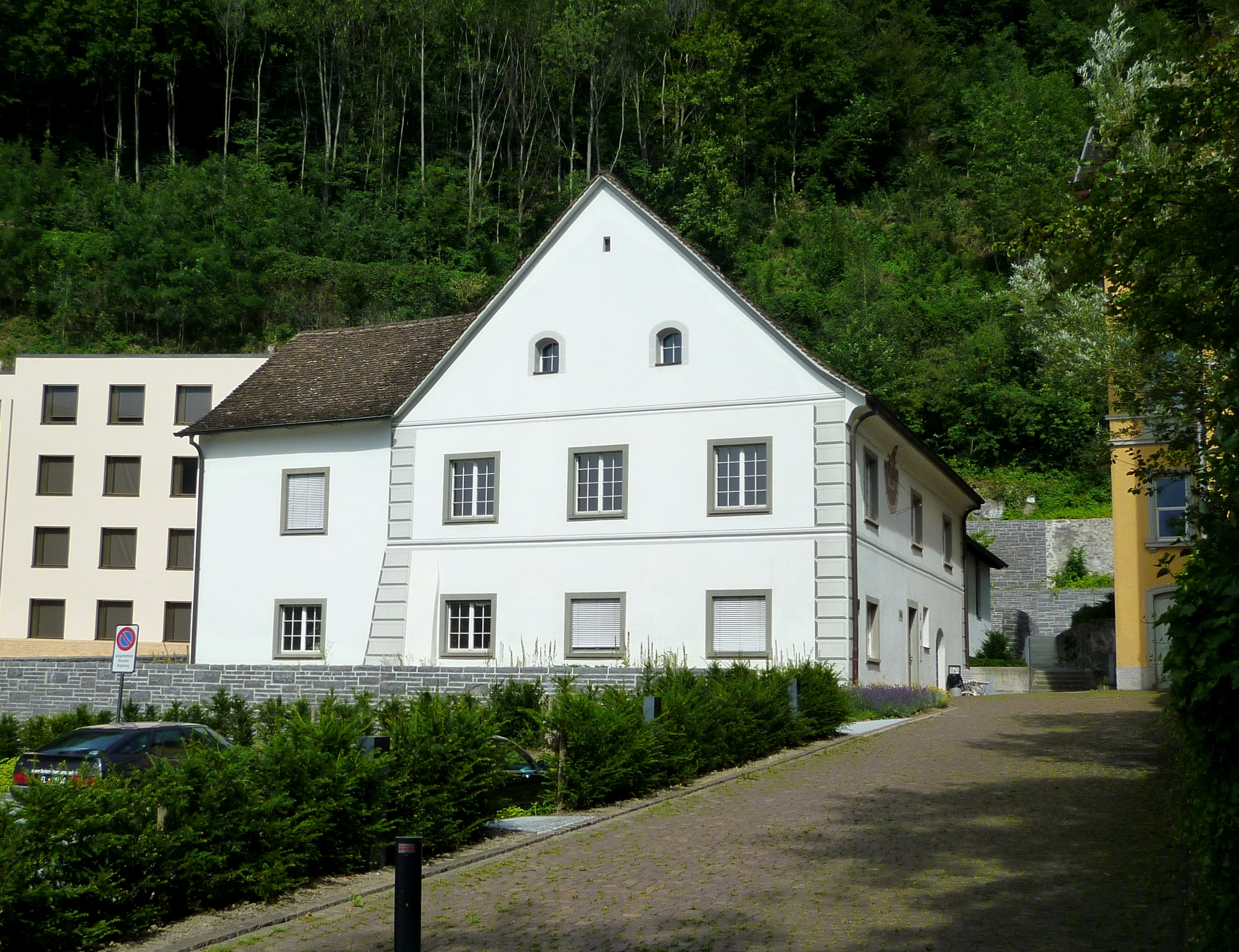
Das Rheinbergerhaus in Vaduz

Das Rheinbergerhaus ist ein historisches Gebäude im Zentrum von Vaduz, dem Hauptort des Fürstentums Liechtenstein. Das Bauwerk wurde Mitte des 16. Jahrhunderts errichtet und besitzt als Geburtshaus des Komponisten Josef Gabriel Rheinberger (1839–1901) besondere Bedeutung. Heute wird das Haus von der Liechtensteinischen Musikschule genutzt.

## Lage
Das Rheinbergerhaus ist im Zentrum von Vaduz gelegen. Nördlich des Gebäudes befindet sich das liechtensteinische Regierungsgebäude, östlich davon ist das Landesarchiv des Fürstentums gelegen und im Süden befindet sich das sogenannte Schädlerhaus – das heutige Standesamt – und die Überreste der ehemaligen Kapelle St. Florin.

## Baugeschichte
Das Gebäude wurde Mitte des 16. Jahrhunderts als Amtshaus der Grafen von Sulz errichtet. Archäologische Untersuchungen kamen dabei zum Ergebnis, dass das Bauwerk in zwei wesentlichen Bauperioden errichtet worden war: Um 1550 wurde ein Steinbau mit einer Grundfläche von 10 × 15 Meter erbaut. Im frühen 18. Jahrhundert folgte schliesslich ein nördlich an das Gebäude angeschlossener Anbau, der als Küche Verwendung fand. In den Jahren 1966–1968 wurde das Bauwerk renoviert und ausserdem an der Ostseite ein Vortragssaal errichtet.

## Beschreibung
Das Bauwerk ist zweigeschossig und nach Westen orientiert. Das Hauptgebäude wird durch ein Satteldach abgeschlossen, während der nördliche Anbau ein Giebeldach besitzt.
Die Aussenfassade des Bauwerkes ist insgesamt sehr schlicht gestaltet und nur mit wenigen dekorativen Elementen versehen. An der Westseite ist an den Hausecken Quadermalereien angebracht, während die Südseite mit einer im 18. Jahrhundert aufgemalten Sonnenuhr und zwei Putten, die das fürstliche Wappen halten, geschmückt ist.
Nachdem das Gebäude als Amtshaus der Grafen von Sulz genutzt wurde, fand das Haus verschiedene Verwendungen. So diente das Bauwerk u. a. als Renthaus. Und so wurde der Komponist Josef Gabriel Rheinberger – als Sohn des damaligen Rentmeister  – 1839 im Wohnhaus geboren. Später wurde das Gebäude ausserdem als Wohnsitz des Försters der Liechtensteinischen Fürsten und als Sitz der fürstlichen Verwaltung genutzt. Seit 1957 ist es im Besitz des Landes Liechtenstein und wird seither von der Liechtensteinischen Musikschule genutzt. Als in den Jahren 1969–1970 und 1989–1995 Renovationsarbeiten im Regierungsgebäude stattfanden – in dem auch der Tagungsort des Landtages war – fanden die Sitzungen des Landtages im Rheinbergerhaus statt.

## Rheinberger-Denkmal

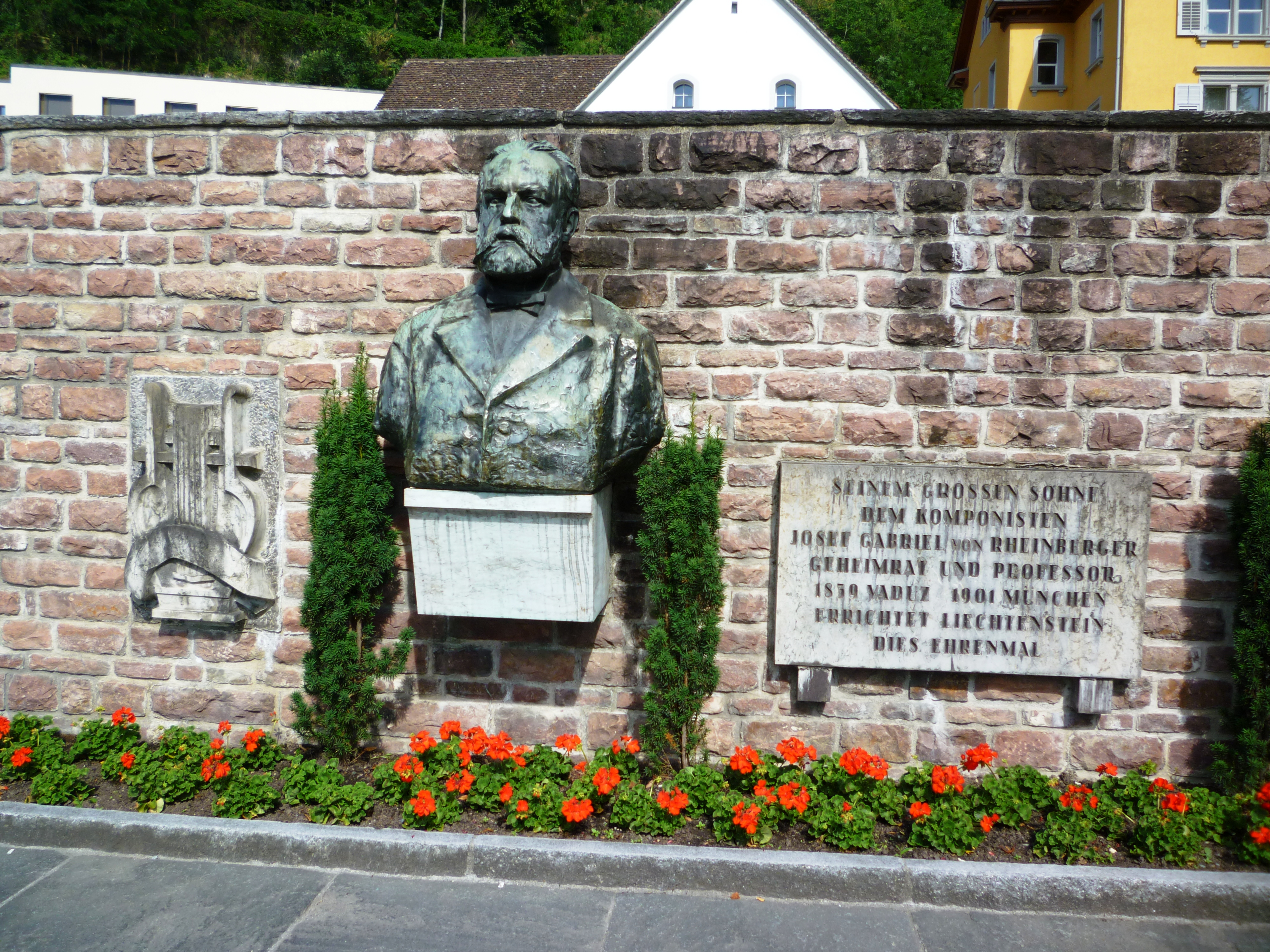
Das Rheinberger-Denkmal

Anlässlich des 100. Geburtstages von Josef Gabriel Rheinberger wurde 1939 ein Wettbewerb um die Erstellung eines Denkmales für den Komponisten durchgeführt. Als Siegesprojekt wurde ein Projekt von Franz Marcel Fischer ausgewählt, das schliesslich 1940 vor dem Rheinbergerhaus aufgestellt wurde.

Das Denkmal besteht aus einer Büste aus Bronzeguss, welche Josef Gabriel Rheinberger in realistischen Zügen darstellt. Links davon ist ein Relief einer Lyra – Symbol der  Musik – angebracht und rechts befindet sich eine gravierte Inschriftentafel mit den Worten:

«SEINEM GROSSEN SOHNE
DEM KOMPONISTEN JOSEF GABRIEL RHEINBERGER
GEHEIMRAT UND PROFESSOR
1839 VADUZ    1901 MÜNCHEN
ERRICHTET LIECHTENSTEIN DIES EHRENMAL»